# 5879 Almeria
5879 Almeria este o planetă minoră (asteroid) din Asteroid Amor. A fost descoperită pe 8 februarie 1992 la Observatorio de Calar Alto⁠(d) de Kurt Birkle⁠(d). 
Obiectul prezintă o orbită caracterizată de o semiaxă mare de 1,6246648 UAi, o excentricitate de 0,289186, o înclinație de 21,57297 ° în raport cu ecliptica.